# Handy Andy
Handy Andy'  é um filme norte-americano de comédia de 1934 dirigido por David Butler e escrito por William M. Conselman, Kubec Glasmon e Henry Johnson. O filme é estrelado por Will Rogers, Peggy Wood, Mary Carlisle, Paul Harvey, Frank Melton e Roger Imhof. O filme foi lançado em 27 de julho de 1934, pela Fox Film Corporation.

## Elenco
- Will Rogers como Andrew Yates
- Peggy Wood como Ernestine Yates
- Mary Carlisle como Janice Yates
- Paul Harvey como Charlie Norcross
- Frank Melton como Howard Norcross
- Roger Imhof como Doc Burmeister
- Robert Taylor como Lloyd Burmeister
- Grace Goodall como Mattie Norcross
- Jessie Pringle como Jennie
- Conchita Montenegro como Fleurette
- Adrian Rosley como Henri Duval
- Gregory Gaye como Pierre Martel
- Richard Tucker como sr. Beauregard
- Helen Flint como sra. Beauregard